# Вянтское староство
Вянтское староство (лит. Ventos seniūnija) — одно из 6 староств Акмянского района, Шяуляйского уезда Литвы. Административный центр — город Вянта.

## География
Расположено на севере Литвы, в Средне-Вянтской низменности, в восточной части Акмянского района.
Граничит с Акмянским староством на севере, Папильским — на востоке и юге, а также Векшняйским староством Мажейкяйского района — на востоке.

## Население
Вянтское староство включает в себя город Вянта и 7 деревень.